# Wytjasiwka
Wytjasiwka (ukrainisch Витязівка; russisch Витязевка Witjasewka) ist ein Dorf in der ukrainischen Oblast Kirowohrad mit etwa 1000 Einwohnern (2001).
Das erstmals 1781 schriftlich erwähnte Dorf erhielt 1865 den Status einer Stadt und wurde zum Gemeindezentrum.
Die Ortschaft liegt auf einer Höhe von 152 m am Ufer des Mertwowod (Мертвовод), einem 114 km langen, linken Nebenfluss des Südlichen Bugs, 22 km westlich vom ehemaligen Rajonzentrum Bobrynez und 73 km südwestlich vom Oblastzentrum Kropywnyzkyj.
Am 12. Juni 2020 wurde das Dorf ein Teil der neugegründeten Landgemeinde Ketryssaniwka, bis dahin bildete es zusammen mit den Dörfern Dontschyne (Дончине) und Sorjane (Зоряне) die gleichnamige Landratsgemeinde Wytjasiwka (Витязівська сільська рада/Wytjasiwska silska rada) im Westen des Rajons Bobrynez.
Am 17. Juli 2020 kam es im Zuge einer großen Rajonsreform zum Anschluss des Rajonsgebietes an den Rajon Kropywnyzkyj.